# サン・グレゴーリオ・ダ・サッソラ
サン・グレゴーリオ・ダ・サッソラ（伊: San Gregorio da Sassola）は、イタリア共和国ラツィオ州ローマ県にある、人口約1,400人の基礎自治体（コムーネ）。

## 地理

### 位置・広がり
ローマ県東部のコムーネ。

#### 隣接コムーネ
隣接するコムーネは以下の通り。
- カプラーニカ・プレネスティーナ
- カザーペ
- カステル・マダーマ
- チチリアーノ
- ポーリ
- ローマ
- ティーヴォリ

### 気候分類・地震分類
サン・グレゴーリオ・ダ・サッソラにおけるイタリアの気候分類 (it) および度日は、zona D, 2091 GGである。
また、イタリアの地震リスク階級 (it) では、zona 2B (sismicità media) に分類される。

## 行政

### 山岳部共同体
広域行政組織である山岳部共同体「モンティ＝サビニ・ティブルティーニ・コルニコラニ・エ・プレネスティーニ山岳部共同体」 (it:Comunità montana dei Monti Sabini, Tiburtini, Cornicolani e Prenestini) （事務所所在地: ティヴォリ）に属する。